# 新社会主義平等党
新社会主義平等党（しんしゃかいしゅぎびょうどうとう、シンハラ語: Nava Sama Samaja Pakshaya, NSSP、英語: New Social Equality Party）は、トロツキズムを掲げるスリランカの政党。
1977年にスリランカ社会主義平等党から追放された党員によって結成された。当初は労働者インターナショナルのための委員会 (CWI) に加盟していたが、スターリニズムや新植民地主義、民族問題などの理論に関してCWIと見解が一致せず1988年CWIから離脱した。NSSPの離脱は｢追放」であったとする意見もあるが、CWIは｢分裂｣だった、としている。
CWIにとどまった党員は統一社会党を結成した。1991年からNSSPは第四インターナショナル統一書記局に所属している。